# Улуй (посёлок)
Улуй — посёлок в Ачинском районе Красноярского края России. Входит в состав Ключинского сельсовета.

## География
Посёлок расположен в 19 км к югу от райцентра Ачинск.

## Население
| 1989 | 2002 | 2010 |
| ---- | ---- | ---- |
| 26   | ↘18  | ↘13  |

Гендерный состав
По данным Всероссийской переписи населения 2010 года 7 мужчин и 6 женщин из 13 чел.